# San Maurizio al Monastero Maggiore
A milánói San Maurizio al Monastero Maggiore bencés apácák által alapított templom. A Corso Magenta és a Via Luini sarkán áll.

## Története
Eredete a 9. századig nyúlik vissza. A Maggiore nevet Ariberto d'Intiminiano érsektől kapta 1034-ben. A jelenlegi templomot 1503 és 1519 között építették Bramantino tervei alapján, kivitelezői Giacomo Dolcebuono és Cristoforo Solari voltak. 1522-ben Bernardino Luini kapott megbízást freskóinak elkészítésére. Egyszerű homlokzata a 16. században készült, barokk oromzata azonban későbbi.

## Leírása
Jellegzetes, egyhajós kolostortemplom, téglalap alakú alaprajzzal, karcsú oszlopokon nyugvó, impozáns boltozattal. A templomot egy fal két részre osztja: az elülső fele a világiak számára, a hátsó pedig a kolostor apácáinak számára volt fenntartva. A falak mentén, kétoldalt kápolnák szegélyezik, amelyek fölött elegáns, háromnyílásos, kis oszlopos karzat húzódik végig. Mind az elülső, mint a hátsó tér falait és az elválasztó falat is freskók borítják, melyeket Bernardino Luini mellett, az iskolájához tartozó más kiváló 16. századi művészek festettek. A jobb oldali második kápolnában Callisto Piazze festményeit láthatók, leghíresebb közülük a Krisztus sírbatétele. A harmadik kápolnában Luini-festmények láthatók, amelyek Szent Katalin életéből vett jeleneteket ábrázolnak. Az elválasztó falon látható Luini-freskók a festő fő művei közé tartoznak: Szent Cecília és Szent Orsolya; Alessandro Bentivoglio Szent. Lőrinc, Szent Benedek és Keresztelő Szent János társaságában'; Szent Mauritius vértanúsága; Szűz Mária mennybevitele; Szent Sigismundus egy templom-modellt nyújt át Szent Mauritiusnak; Ippolita Sforza három szent között és A feltámadt Krisztus Szent Apollóniával.
A főoltárt díszítő Háromkirályok imádása Antonio Campi műve. A szentély mögött kis lépcső vezet fel az emeleti karzathoz, melynek ajtaja körül 26 szent mellképe látható. ezeket Giovanni Antonio Boltraffio festette 1505 és 1510 között.
A harangtorony a templom mögött, az egykori kolostor helyén áll. Alapzata a római korból ered és egy időben börtönül szolgált. A középkorban átépítették.